# Thoris quinqueguttata
Thoris quinqueguttata là một loài bọ cánh cứng trong họ Cerambycidae.